# Phobia Phear Coaster
Pour l’article homonyme, voir Phobia.
Phobia Phear Coaster est un parcours de montagnes russes en métal, construit par Premier Rides, situé à Lake Compounce à Bristol dans le Connecticut aux États-Unis. L'attraction a ouvert le 5 juillet 2016.

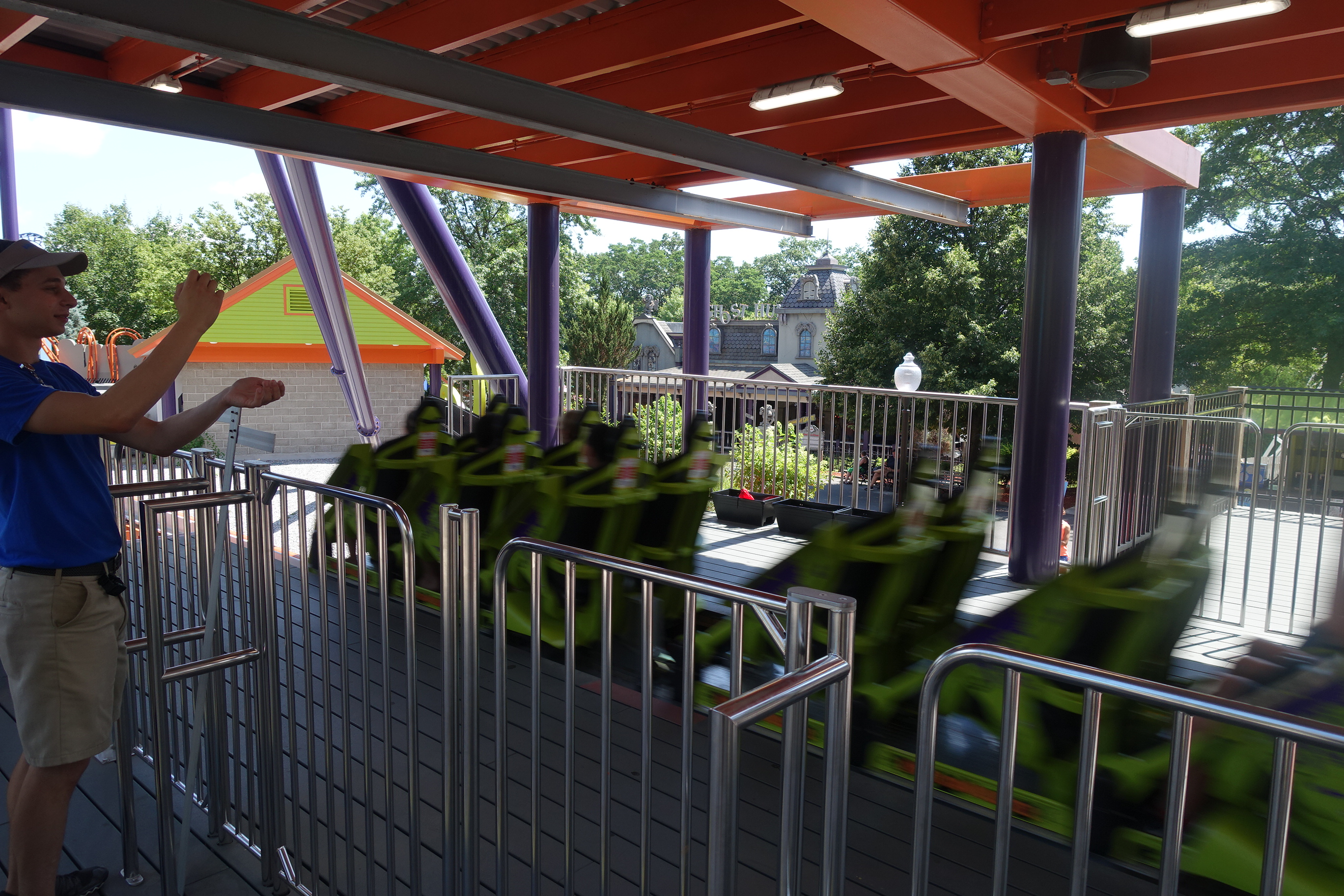
Gare de Phobia Phear Coaster.
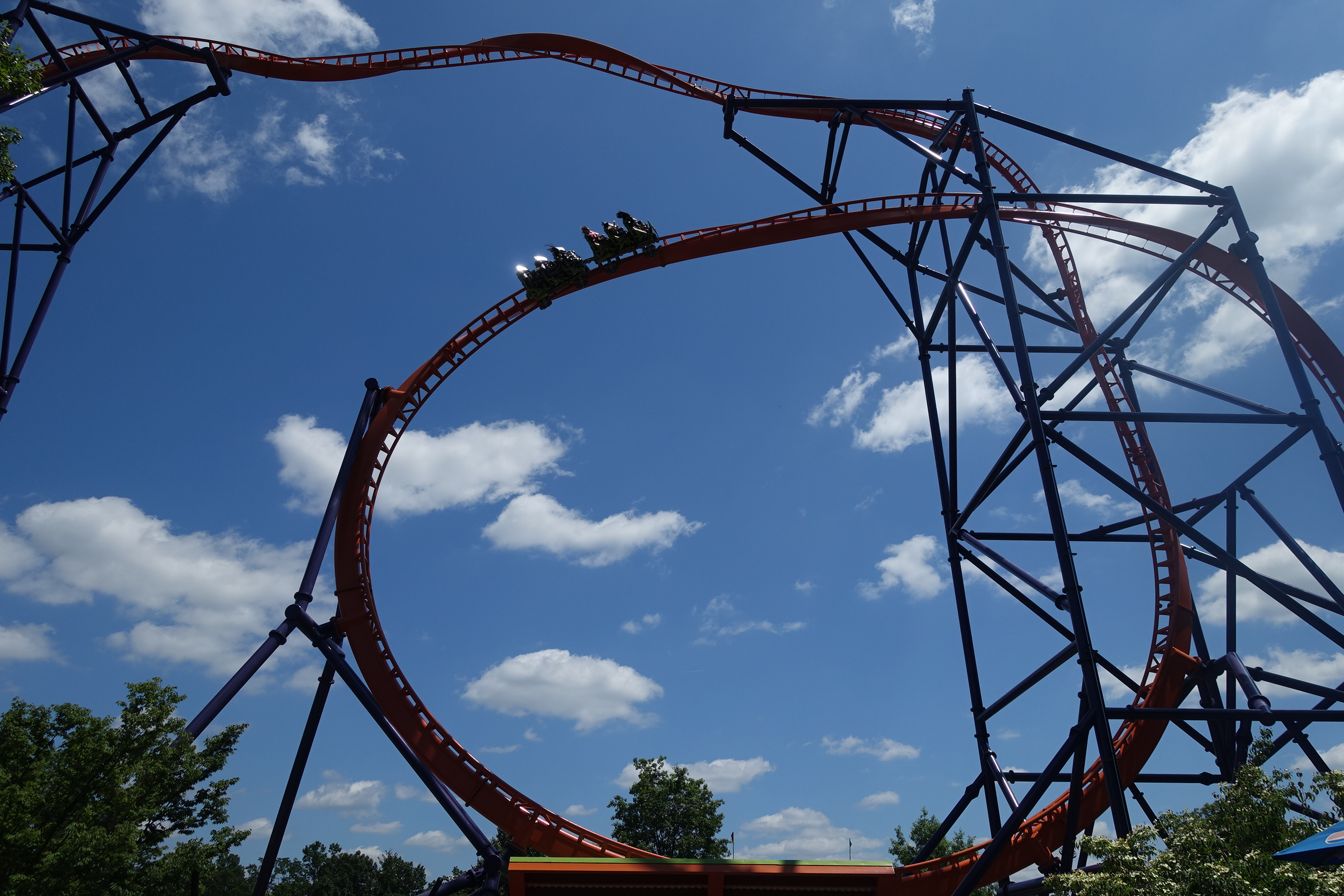
Vue globale.
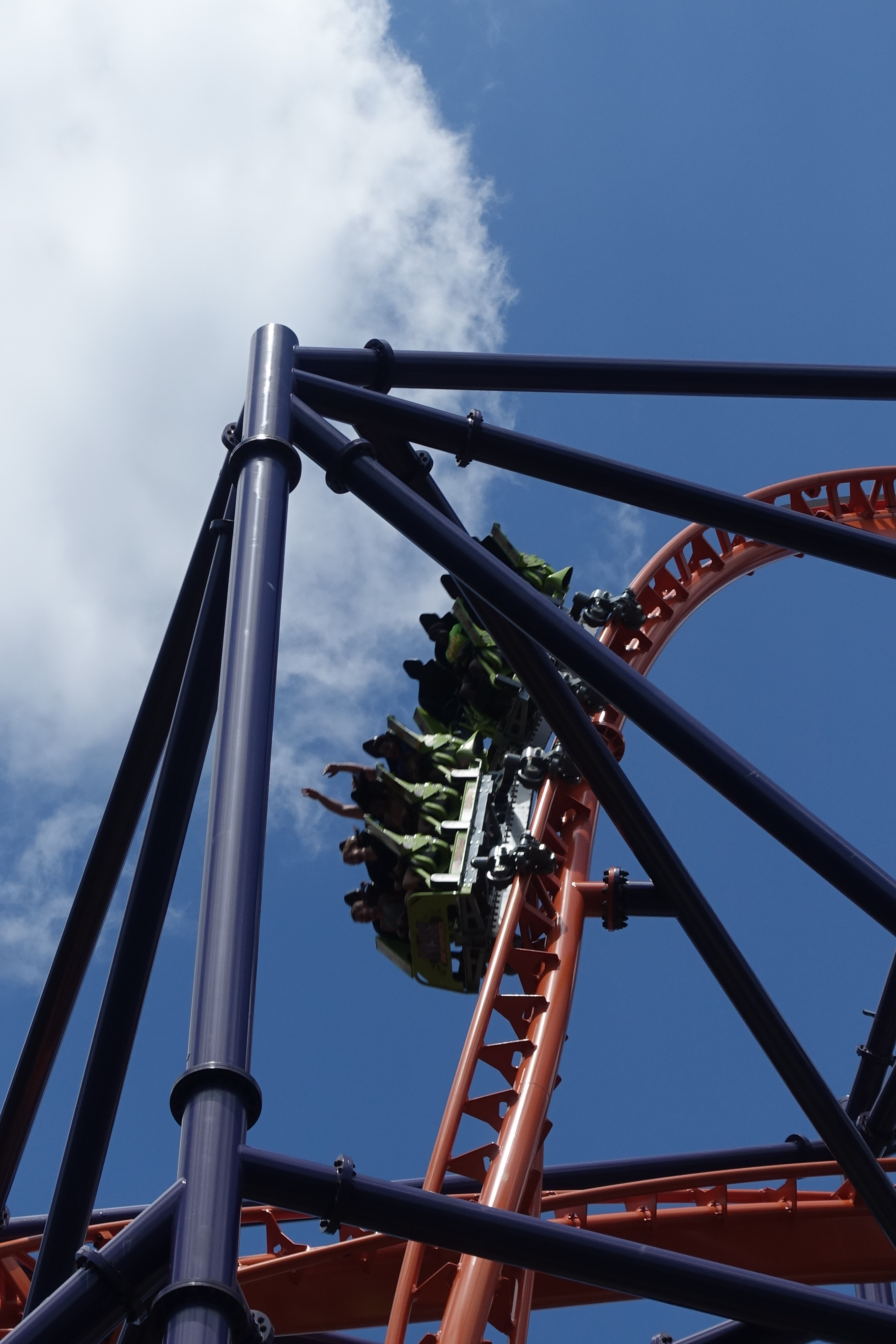
Train sur le parcours.